# Andriy Kozhukhar
Andriy Kozhukhar (Chisináu, 20 de julio de 1999) es un futbolista moldavo que juega en la demarcación de portero para el NK Veres Rivne de la Liga Premier de Ucrania.

## Selección nacional
Tras jugar con las categorías inferiores de la selección, finalmente el 10 de septiembre de 2024 hizo su debut con la selección de Moldavia en un partido de la Liga de Naciones de la UEFA 2024-25 contra San Marino que finalizó con un resultado de 1-0 a favor del combinado moldavo tras el gol de Vadim Raţă.

## Clubes
| Club                   | País       | Año       | Partidos | Goles |
| ---------------------- | ---------- | --------- | -------- | ----- |
| FC Chornomorets Odesa  | Ucrania    | 2018-2019 | 23       | 0     |
| Valmiera FC            | Letonia    | 2020-2021 | 3        | 0     |
| MFK Zemplín Michalovce | Eslovaquia | 2021-2023 | 25       | 0     |
| FK Karpaty Lviv        | Ucrania    | 2023-2024 | 28       | 0     |
| NK Veres Rivne         | Ucrania    | 2024-     | 19       | 0     |